# 菲尔·奥克斯

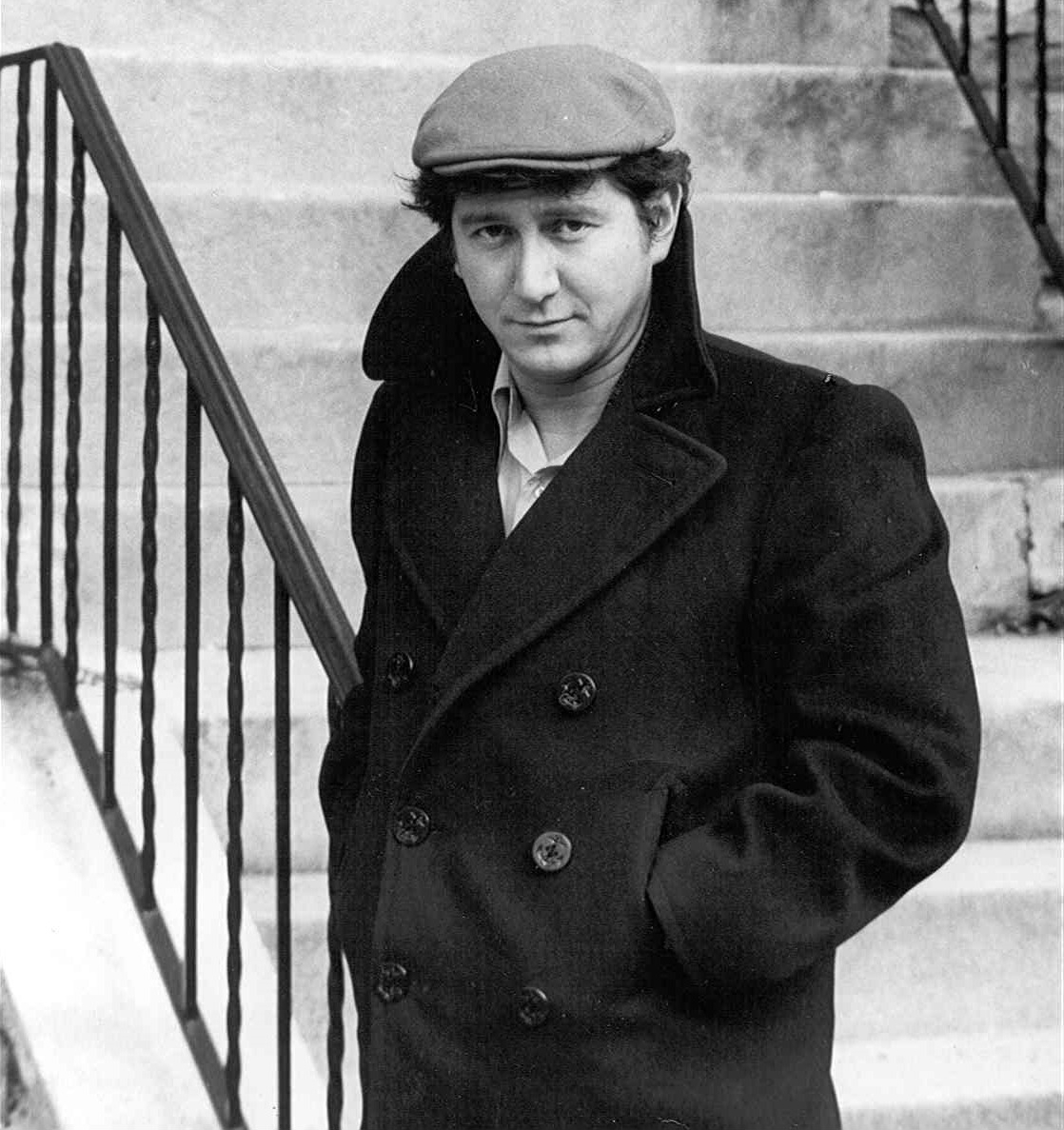
菲尔·奥克斯

菲尔·奥克斯（1940年12月19日 - 1976年4月9日）是一位美国词曲作者、抗议歌曲歌手和行动主义者。奥克斯在俄亥俄州立大学学习新闻学期間對政治产生了兴趣，尤其是对1959年的古巴革命感兴趣。 在20世纪60年代和70年代，他创作了大约200首歌曲 ，并发行了八张专辑。
奥克斯總體上還是支持约翰·肯尼迪总统的，雖然他並不支持约翰·肯尼迪對猪湾事件、古巴导弹危机的看法。约翰·肯尼迪被殺後，奥克斯哭了。他告诉妻子，在约翰·肯尼迪遇刺的那天晚上他痛不欲生。这也是奥克斯的妻子唯一一次看到奥克斯哭過。
他不滿越南战争的規模越來越大，因此在美國各地的反战集会上不斷表演。 1967年，他组织了两次集会，要求結束越戰  期間他不斷创作和录制反战歌曲。1968年美國總統選舉美國民主黨黨內選舉期間，奥克斯支持尤金·麥卡錫。1968年民主黨全國代表大會期間，奥克斯前往芝加哥参加示威活动，目睹了芝加哥警方暴力對待抗议者，而且他自己一度被捕。 這一切此後影響了他的精神状态。
在1969年12月芝加哥七人案的审判中，奥克斯为這7人辯護並作证。
他後來患上了抑郁症、躁郁症並且酗酒，并于1976年4月9日自杀身亡。